# Arilje
Arilje (v srbské cyrilici Ариље) je město v jihozápadní části centrálního Srbska poblíž hranice s Bosnou a Hercegovinou. V roce 2011 zde žilo 6 762 obyvatel. Administrativně je součástí Zlatiborského okruhu. Nachází se na silničním tahu spojujícím města Požega a Ivanjica. V okolí města se nachází četné malinové plantáže, které zaměstnávají celou řadu obyvatel města.
Městečko se rozkládá v nadmořské výšce 350 m mezi řekami Rzav a Golijska Moravica. Nadmořská výška údolí, ve kterém se rozkládá, činí 350 m.
V blízkosti Arilje se nachází turisticky atraktivní údolí řeky Panjica.